# Gamochaeta badillana
Gamochaeta badillana là một loài thực vật có hoa trong họ Cúc. Loài này được (Aristeg.) Anderb. mô tả khoa học đầu tiên năm 1991.